# Ampicylina
Ampicylina – organiczny związek chemiczny, antybiotyk β-laktamowy z grupy aminopenicylin o szerokim spektrum działania, wrażliwy na bakteryjne β-laktamazy. W porównaniu do penicylin naturalnych jest mniej skuteczny w stosunku do bakterii Gram-dodatnich (2–5 krotnie), ale 10-krotnie bardziej w stosunku do Gram-ujemnych (m.in. E. coli i Proteus sp.). Zaobserwowano znaczący wzrost oporności szczepów E. coli i S. aureus spowodowany nadmiernym stosowaniem ampicyliny. Jak wszystkie antybiotyki beta-laktamowe działa jedynie w stosunku do bakterii rosnących.

## Wskazania
- zakażenia dróg oddechowych
- ostre i przewlekłe zakażenia układu moczowego
- rzeżączka
- zapalenie dróg żółciowych i pęcherzyka żółciowego
- salmonelloza
- leczenie zakażeń wywołanych przez Listeria monocytogenes
- posocznica
- zapalenie opon mózgowo-rdzeniowych
- zapalenie wsierdzia
- dur brzuszny

## Przeciwwskazania
- nadwrażliwość na ampicylinę, penicyliny
- mononukleoza zakaźna
- białaczka limfatyczna
- hiperurykemia

Należy zachować ostrożność u osób z:
- niewydolnością nerek
- niewydolnością wątroby
- chorobami jelit
- chorych na mukowiscydozę
- chorych na padaczkę

## Działania niepożądane
- osutka
- pokrzywka
- świąd
- zaburzenia ze strony przewodu pokarmowego:
  - nudności
  - wymioty
  - bóle brzucha
  - biegunka
  - zapalenie jamy ustnej i dziąseł
  - rzekomobłoniaste zapalenie jelit

Rzadko:
- bóle stawów
- objawy depresji lub lęku
- nadkażenia opornymi bakteriami lub drożdżakami
- przejściowe zaburzenia hematologiczne:
  - niedokrwistość hemolityczna
  - leukopenia
  - małopłytkowość
- śródmiąższowe zapalenie nerek
- żółtaczka
- drgawki

## Dawkowanie
Według zaleceń lekarza.

## Preparaty
- Ampicillin
- Unasyn